# القرين (أفلح اليمن)

تعديل مصدري - تعديل

القرين هي إحدى قرى عزلة الجوان والقطابية بمديرية أفلح اليمن التابعة لمحافظة حجة، بلغ تعداد سكانها 408 نسمة حسب تعداد اليمن لعام 2004.